# HMS Truculent (P315)
Le HMS Truculent (pennant number : P315) est un sous-marin de la classe T en service dans la Royal Navy. Il a été construit sous le numéro de coque P315 par Vickers-Armstrongs à Barrow-in-Furness, et lancé le 12 septembre 1942. Le HMS Truculent a été perdu après-guerre, à la suite d’un accident avec un pétrolier suédois dans l’estuaire de la Tamise en janvier 1950.

## Conception
Les sous-marins de la classe S se sont avérés trop petits pour des opérations lointaines. Il fallut mettre en chantier la classe T qui avait 21 mètres de longueur en plus et un déplacement de 1000 tonnes. Alors que les bâtiments de la classe S avaient seulement six tubes lance-torpilles d'étrave, ceux de la classe T en avaient huit, dont deux dans un bulbe d'étrave, plus deux autres dans la partie mince de la coque au milieu du navire.

## Engagements
Le HMS Truculent fut construit par Vickers-Armstrongs à Barrow-in-Furness. Sa quille fut posée le 4 décembre 1941, il fut lancé le 12 septembre 1942 et Mis en service le 31 décembre 1942.
Le HMS Truculent a passé une grande partie de son temps de service durant la Seconde Guerre mondiale en Extrême-Orient, dans l’océan Pacifique, sauf pendant une période au début de 1943, dans les eaux territoriales britannique. Il y a coulé le sous-marin allemand U-308, qui effectuait alors sa première patrouille de guerre. Il a également participé à l’opération Source, remorquant le sous-marin de poche X-6, de classe X, jusqu’en Norvège pour attaquer les navires de guerre lourds de la Kriegsmarine Tirpitz, Scharnhorst et Lützow.
Après son transfert dans le Pacifique, il a coulé le cargo de la Marine impériale japonaise Yasushima Maru, le petit navire japonais Mantai, le cargo marchand japonais Harugiku Maru, devenu un hell ship (navire de l’enfer), et cinq voiliers japonais. Il a également posé des mines, dont l’une a endommagé le mouilleur de mines japonais Hatsutaka.
Il survit à la guerre et rentre au Royaume-Uni pour continuer à servir dans la Marine royale.

## Naufrage
Le 12 janvier 1950, le HMS Truculent rentre à Sheerness, après avoir terminé ses essais après un radoub à Chatham. En plus de son effectif normal, il transportait 18 ouvriers du chantier naval. Il traversait l’estuaire de la Tamise de nuit. À 19 h, un navire arborant trois feux est apparu dans le chenal. Il fut estimé que le navire devait être à l’arrêt, et comme le HMS Truculent ne pouvait passer du côté tribord sans s’échouer, l’ordre de virer à bâbord fut donné. Soudain, la situation se révéla dans tout son horreur : le pétrolier suédois Divina, en provenance de Purfleet et à destination d’Ipswich, surgit de l’obscurité. La lumière supplémentaire indiquait qu’il transportait des matières explosives. Les deux navires sont entrés en collision, la proue du Divina heurtant le Truculent au niveau de l’aileron tribord avant, et ils sont restés bloqués ensemble pendant quelques secondes avant que le sous-marin ne coule. Cinquante-sept membres de son équipage ont été emportés dans le courant après une tentative d’évasion prématurée, 15 survivants ont été repêchés par un canot de sauvetage du Divina et cinq par le navire hollandais Almdijk. La plupart des membres de l’équipage ont survécu à l’abordage initial et ont réussi à s’échapper, mais ils ont péri dans le froid glacial du milieu de l’hiver sur les îles de boue qui jonchent l’estuaire de la Tamise. Soixante-quatre hommes sont morts à la suite de la collision.
Le HMS Truculent fut renfloué le 14 mars 1950 et échoué à Cheney Spit. L’épave fut déplacée le lendemain à terre. 10 corps y furent retrouvés. Le navire a été renfloué le 23 mars et remorqué à l’arsenal de Sheerness. Une enquête a attribué 75% des torts au Truculent et 25% au Divina. Le HMS Truculent a ensuite été vendu pour être démantelé pour la ferraille le 8 mai 1950.
Sa perte a amené Peter de Neumann, de l’Autorité du port de Londres, à élaborer des plans pour un système de contrôle portuaire et, plus tard, l’introduction sur les sous-marins britanniques de la « lumière Truculent », un feu blanc à 360 degrés supplémentaire à l’avant, pour s’assurer qu’ils demeuraient hautement visibles pour les autres navires.

## Au cinéma
Le film La nuit commence à l'aube sort le 21 février 1950. C’est l’histoire d’un sous-marin britannique en croisière d’entraînement qui coule après avoir rencontré une mine à la dérive. Elle est racontée du point de vue du petit groupe de survivants, pris au piège sous la mer. Le tournage s’est terminé peu avant le naufrage du HMS Truculent, et le film a presque été retiré des circuits de distribution. La décision a été prise de sortir le film comme prévu, et d’ajouter le message suivant qui apparaît dans le générique d’ouverture :

« Ce film a été achevé avant la perte tragique du HMS Truculent, et une considération sérieuse a été accordée quant à l’opportunité de le présenter si rapidement après ce grave désastre. Les producteurs ont décidé d’offrir le film, dans l’esprit dans lequel il a été réalisé, en hommage aux officiers et aux hommes des sous-marins de Sa Majesté, et à la Royal Navy dont ils font partie. »